# اچ‌ام‌اس تراکر (دی۲۴)
اچ‌ام‌اس تراکر (دی۲۴) (به انگلیسی: HMS Tracker (D24)) یک کشتی بود که طول آن ۴۹۲ فوت (۱۵۰ متر) بود. این کشتی در سال ۱۹۴۲ ساخته شد.